# Amathillopsis atlantica
Amathillopsis atlantica är en kräftdjursart. Amathillopsis atlantica ingår i släktet Amathillopsis och familjen Amathillopsidae. Inga underarter finns listade i Catalogue of Life.